# Smoky Joe Wood
Howard Ellsworth "Smoky Joe" Wood (Kansas City, Missouri, 25 de outubro de 1889 – West Haven, Connecticut, 27 de julho de 1985) foi um jogador de beisebol americano da MLB. Ele jogou pelo Boston Red Sox de 1908 a 1915, onde ele era basicamente um arremessador, e para o Cleveland Indians de 1917 a 1922, onde ele era principalmente um outfielder. Wood é um dos apenas 13 arremessadores a ganhar 30 ou mais jogos em uma temporada (34 em 1912) desde 1900.

## Inicio de carreira
"Smoky Joe" jogou seu primeiro jogo de beisebol amador para as equipes locais em Ouray, Colorado. Wood fez sua estreia em uma equipe com a maioria feminina, o "Bloomer Girls". Havia muitas equipes desse tipo em todo o país, que compareciam em jogos de exibição contra equipes de homens. Rosters Bloomer Girl contou com pelo menos um jogador do sexo masculino.
A estrela do Red Sox Ted Williams, como convidado no programa de rádio Sports Newsreel, de Bill Stern, em 1950, contou a história de que Wood estava posando como uma garota em um time de garotas quando o The Red Sox assinou com ele. A história terminou: "O lançador de que falo foi o imortal Smoky Joe Wood. Um lançador que nunca pode ser esquecido, embora tenha começado em um time feminino".
Depois de ingressar no Red Sox em 1908, aos 18 anos, Wood teve sua temporada de estreia em 1911, na qual ele venceu 23 jogos, acumulando uma média de 2,02 vitórias, jogou um No-hitter contra o St. Louis Browns e eliminou 15 batedores em um único jogo. Wood uma vez eliminou 23 batedores em um jogo de exibição. Ele ganhou o apelido de "Smoky Joe" por causa de sua bola rápida em chamas. Wood recontou no livro seminal The Glory of Their Times, "Eu joguei com tanta força que pensei que meu braço voaria direto do meu corpo".
Seus colegas concordaram. Uma história que ganhou linguagem comum foi que o lendário fastballer e contemporâneo Walter Johnson disse uma vez: "Posso jogar mais forte do que Joe Wood? Ouça, meu amigo, não há homem vivo que possa jogar mais forte do que o Smoky Joe Wood!" Mas na biografia de Johnson por seu neto "Baseball's Big Train", essa declaração foi traçada até - um descendente de Smoky Joe, uma citação fabricada. Mas, lembrando-se da suposta avaliação de Johnson 60 anos depois, Wood disse: "Não acho que tenha havido alguém mais rápido do que Walter". Johnson, por ser, como de costume, discreto ou literal, disse que Wood poderia jogar o máximo que podia por dois ou três turnos, mas sua entrega sobrecarregava muito seu braço. Johnson tinha uma velocidade baixa (usado ocasionalmente nos anos 1910 até 1930), mas Wood, quando testado em 1917, já havia sofrido uma lesão que mudou sua carreira.

## Temporada de 1912
A melhor temporada de Wood veio em 1912, onde ele ganhou 34 jogos, perdendo apenas 5, teve um ERA de 1,91 e eliminou 258 rebatedores. Desde 1900, os arremessadores ganharam 30 ou mais jogos apenas 21 vezes, com 34 vitórias de Woods sendo o sexto. maior total. Ele também empatou o recorde de vitórias consecutivas de Walter Johnson com 16.

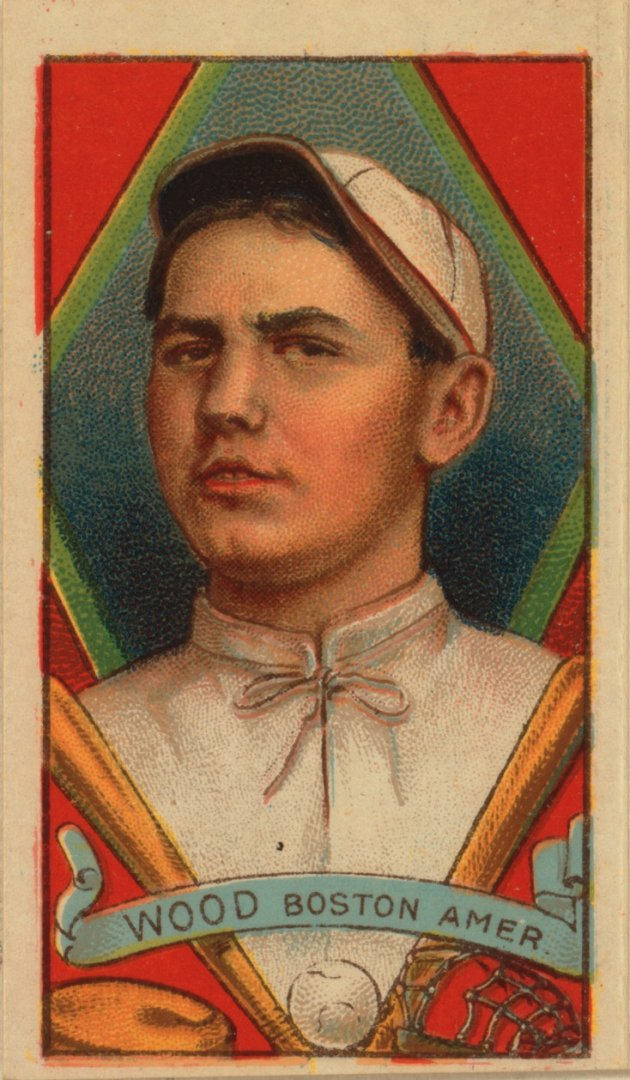
Cartão de beisebol.

Em 6 de setembro de 1912, Wood enfrentou Johnson em um duelo de arremesso no Fenway Park. Naquela época, Wood tinha 13 vitórias seguidas e Johnson recentemente teve seu próprio recorde de 16 vitórias seguidas na American League. Os jornais da época empolgaram o confronto como uma disputa de peso pesado, e uma multidão de 29.000 pessoas em pé lotou o estádio naquele dia. Johnson e Wood duelaram para um empate sem rebatidas ao longo de cinco entradas, quando com dois outs na sexta, Tris Speaker de Boston rebateu para a esquerda em uma contagem de 1-2 e Duffy Lewis rebateu na linha do campo direito. Enquanto isso, Wood desistiu de apenas duas rebatidas e nenhuma corrida e o Red Sox prevaleceu, 1-0.
Igualmente convincente no drama, o Red Sox de Wood enfrentou os New York Giants de John McGraw no histórico World Series de 1912. Depois de jogar sete partidas seguidas, as equipes se enfrentaram para o jogo decisivo número oito no Fenway Park, com o futuro membro do Hall da Fama, Christy Mathewson, começando pelos Giants. Depois de Boston empatar o placar de 1 a 1 no final da sétima entrada, Wood entrou para arremessar. Ele combinou com Mathewson na oitava e nona, e o jogo teve entradas extras. No topo da décima, Fred Merkle chegou a Wood rebatendo em uma corrida simples. Mas no final da décima, Clyde Engle, rebatendo com força em Wood, acertou uma bola fácil para Fred Snodgrass no campo central, e Snodgrass deixou cair a bola. Dada a nova vida, o "Snodgrass Muff" custou aos Giants como Palestrante e Larry Gardner, cada um em uma corrida para superar o déficit de 1 rodada. Wood e os Red Sox venceram o jogo 3–2 e as séries por 4–3–1. Para Wood, o jogo foi sua terceira vitória na série contra uma derrota. Ele também eliminou 11 batedores em um jogo, tornando-se o primeiro arremessador a registrar strikeouts de dois dígitos em um jogo da World Series.

## Nova posição
No ano seguinte, Wood escorregou na grama molhada enquanto colocava uma bola em um jogo contra o Detroit Tigers. Ele caiu e quebrou o polegar, e sentiu dor nas três temporadas seguintes. Embora ele tenha mantido um recorde de vitórias e um ERA baixo, suas aparições eram limitadas, já que ele não podia mais se recuperar rapidamente para lançar em outro jogo. Wood ficou de fora da temporada de 1916 e na maior parte da temporada de 1917, e para todos os efeitos, encerrou sua carreira de arremessador.
No final da temporada de 1917, Wood foi vendido para o Cleveland Indians, onde ele reencontrou o ex-companheiro de equipe Tris Speaker. Sempre proficiente com o bastão, ele embarcou em uma segunda carreira; como seu ex-companheiro de equipe Babe Ruth, Wood terminou sua carreira como um outfielder. Suas estatísticas, no entanto, eram muito mais limitadas do que as de Ruth. No entanto, Wood terminou no top 10 da American League em corridas em duas temporadas (1918 e 1922), e em 1918 ele também terminou entre os dez primeiros em home runs, rebatidas duplas, média de rebatidas e total de bases.. Wood arremessou mais sete vezes, todos menos um jogo em relevo, vencendo nenhum e perdendo um. Ele também apareceu em quatro jogos na World Series de 1920 .
Wood terminou sua carreira na liga principal após a temporada de 1922, com um recorde de 117-57 e um ERA de 2,03. Sua média de acertos ao longo da vida foi de 283. Em sua temporada final com o Indians, ele teve seu maior acerto total para uma temporada com 150, e também marcou uma marca pessoal para corridas impulsionadas com 92.